# Hyttnäs (naturreservat)
Hyttnäs är ett naturreservat i Falu kommun i Dalarnas län.
Området är naturskyddat sedan 1970 och är 9 hektar stort. Reservatet består av småskaliga brukningsstrukture i form av åker- och ängsmark intill Carl Larsson-gården. 